# Sarkvidéki éghajlat

A sarkvidéki éghajlat elhelyezkedése

Sarkvidéki éghajlatnak a hideg övezetben, a sarkvidéki övben, a sarkok közelében található éghajlatot nevezzük. A tundravidékeknél nagyobb szélességi körökön fordul elő. Mindkét félgömbön előfordul. Északon a jég olvadása miatt az élővilág veszélybe került.

## Jellemzői
Az éghajlat mindig a sarkkörökön túl helyezkedik el, ezért több hónapos nappalok és több hónapos éjszakák jellemzik: a sarkpontokon a nappal és az éjszaka is fél évig tart. A nappalok és éjszakák váltakozásán kívül az évszakok rendje is felborul: a tundrán még jól elkülönül a 2-3 hónapos nyár, míg a sarkvidékeken nincsenek évszakok, az év egész része hasonló időjárást mutat.
Az évi középhőmérséklet alacsonyabb, mint 0 °C, sőt, a hőmérséklet nagyon ritkán ér 0 °C felé. A rendkívül alacsony hőmérsékletben elsősorban a napsugárzásnak van szerepe, mivel a napsugarak nagyon alacsony szögben érik a földfelszínt.
A csapadék mennyisége igen kevés (és hó formájú), általában 200 mm, de a "jégsivatagnak" nevezett szárazabb vidékeken akár mindössze 50 mm. Állandóan fagyott a talaj, ezért növénytakaró nincs.
Érintett országok, földrészek: Arktisz, Antarktisz, Grönland.

## Fordítás
- Ez a szócikk részben vagy egészben  az   Ice cap climate című angol Wikipédia-szócikk fordításán alapul.  Az eredeti cikk szerkesztőit annak laptörténete sorolja fel. Ez a jelzés csupán a megfogalmazás eredetét és a szerzői jogokat jelzi, nem szolgál a cikkben szereplő információk forrásmegjelöléseként.